# فدراسیون بسکتبال ایتالیا
فدراسیون بسکتبال ایتالیا (ایتالیایی: Federazione Italiana Pallacanestro; FIP) نهاد اداره کننده ورزش بسکتبال در کشور ایتالیا است. این فدراسیون که در سال ۱۹۲۱ تاسیس شده مقر آن در شهر رم قرار دارد.